# Yakovlev Yak-10
El Yakovlev Yak-10 (en ruso: Яковлев Як-10) fue un avión de enlace ligero soviético diseñado y construido por la Oficina de Diseño Yakovlev en la década de 1940. Diseñado con una amplia cabina, también podía llevar pasajeros en rutas aéreas locales y servir como avión de entrenamiento para los clubes de vuelo.

## Diseño
A finales de la década de 1940, la Fuerza Aérea Soviética necesitaba un avión ligero polivalente que pudiera utilizarse como avión de enlace y de personal en el frente, como vehículo de correo y pasajeros en las rutas aéreas cortas, como avión de entrenamiento para los clubes de vuelo y que fuera más pequeño que el Antonov An-2. La compañía desarrolló dos prototipos de cuatro asientos con alas de madera y fuselajes de metal, basados en el anterior Yakovlev AIR-6. El primero era el Yak-10, un monoplano de ala alta reforzado con puntales con tren de aterrizaje fijo y su variante mejorada el Yak-13, era un monoplano en voladizo de ala baja con un tren de aterrizaje retráctil manualmente. Ambos aviones estaban propulsados por un motor radial Shvetsov M-11MF de 145 hp. Después de las pruebas de vuelo que se desarrollaron en 1945, el Yak-10 obtuvo un contrato de producción de cuarenta aviones, a pesar de su desempeño bastante mediocre. La empresa construyó una serie de variantes, pero pronto produjo un diseño mejorado, el Yak-12, que, aunque tenía un diseño similar, no era realmente un derivado del Yak-10.
Los pilotos destacaron del avión la facilidad de pilotaje, su capacidad para operar en aeródromos pequeños e improvisados, por lo que fue ampliamente utilizado, además de para su cometido original, como avión para evacuación aérea y para realizar tareas agrícolas. A pesar de sus buenas caractéristicas solo se fabricó en cantidades muy limitadas antes de ser reemplazado por el superior Yakovlev Yak-12 equipado con un motor más potente Shvetsov M-11FR de 160 CV, y aunque el Yak-13 demostró ser superior al Yak-10 original, la producción en serie no se llevó a cabo.

## Variantes
Yak-10
Monoplano de ala alta reforzado con puntales propulsado por un motor radial Shvetsov M-11MF.
Yak-10G
Versión de hidroavión con flotadores gemelos y con chasis tipo AIR-6. Pasó sólo las pruebas de fábrica.
Yak-10C
Versión de ambulancia, con una puerta triangular de carga para una camilla en el lado izquierdo. Con la misma masa de vuelo, el Yak-10C podría trasportar 1 o 2 camillas y un acompañante.
Yak-10V
Versión mejorada para la exportación con doble mando, usaba el motor M-11FR de 160 CV.
Yak-13
Derivado de monoplano de ala baja, que utiliza un fuselaje casi idéntico y una instalación de motor Shvetsov M-11MF, con un ala baja de madera en voladizo para una comparación directa con el Yak-10. Solo se construyó un único prototipo.

## Operadores
Unión Soviética
- Fuerza Aérea Soviética

## Especificaciones (Yak-10)
Referencia datos: The Osprey Encyclopaedia of Russian Aircraft 1875 – 1995

### Características generales
- Tripulación: uno
- Capacidad: tres pasajeros
- Longitud: 8,5 m (27,7 ft)
- Envergadura: 12 m (39,4 ft)
- Altura: 3,6 m (11,8 ft)
- Superficie alar: 22 m² (236,8 ft²)
- Peso vacío: 820 kg (1807,3 lb)
- Peso máximo al despegue: 1250 kg (2755 lb)
- Planta motriz: 1× motor radial V-12 refrigerado por aire Shvetsov M-11.
  - Potencia: 119 kW (164 HP; 162 CV)
- Hélices: 1× Bipala de paso fijo por motor.

### Rendimiento
- Velocidad nunca excedida (Vne): 206 km/h (128 MPH; 111 kt) a 5000 m
- Alcance: 605 km (327 nmi; 376 mi)
- Techo de vuelo: 3500 m (11 483 ft)
- Régimen de ascenso:  3,0 m/s
- Tiempo a altitud: 5,5 min hasta 1000 m (3280 pies).

## Aeronaves relacionadas

### Aeronaves similares
- de Havilland Canada DHC-2 Beaver
- Yakovlev Yak-12
- PZL-101 Gawron